# Ruta Nacional 229 (Argentina)
La Ruta Nacional 229 es el nombre que tuvo hasta el año 2008 una carretera argentina asfaltada, al sudoeste de la provincia de Buenos Aires, que une la ciudad de Bahía Blanca con Punta Alta.
Su recorrido es de 30 km en la dirección noroeste a sudeste, numerados de kilómetro 0 a 30. Comienza en la Plaza Rivadavia en la ciudad de Bahía Blanca y finaliza en el empalme con la Ruta Nacional 249, en la ciudad de Punta Alta.
Entre los km 10,5 y 16 se encuentra superpuesta a la Ruta Nacional 3.
El 3 de septiembre de 2008 la Dirección Nacional de Vialidad y la Comuna de Bahía Blanca firmaron un convenio por el que la primera le cedió este camino para convertirlo en una carretera vecinal.

## Localidades
Las ciudades y pueblos por los que pasa esta ruta de sur a norte son los siguientes (los pueblos con menos de 5000 habitantes figuran en itálica).

### Provincia de Buenos Aires
Recorrido: 30 km (kilómetro 0 a 30).
- Partido de Bahía Blanca: Bahía Blanca (kilómetro 0-6) y Grünbein (km 9).

- Partido de Coronel de Marina Leonardo Rosales: Villa General Arias (km 20) y Punta Alta (km 25-30).